# 건흥 (촉한)
건흥(建興)은 중국 촉한(蜀漢) 후주(後主)의 첫 번째 연호이다. 223년 5월에서 237년까지 14년 8개월 동안 사용하였다.
같은 시기에 사용된 다른 연호로는 조위(曹魏)에서 사용한 황초(黃初 : 220년 ~ 226년), 태화(太和 : 227년 ~ 233년), 청룡(靑龍 : 233년 ~ 237년), 경초(景初 : 237년 ~ 239년), 오왕(吳王) 손권(孫權)이 222년부터 사용한 황무(黃武), 오(吳)에서 사용한 황룡(黃龍 : 229년 ~ 231년), 가화(嘉禾 : 232년 ~ 238년), 연왕(燕王) 공손연(公孫淵)이 237년부터 238년까지 사용한 사연호(私年號) 소한(紹漢)이 있다.

## 연대대조표
| 건흥                       | 원년                | 2년        | 3년        | 4년        | 5년                 | 6년        | 7년                 | 8년        | 9년        | 10년            |
| 서력                       | 223년               | 224년      | 225년      | 226년      | 227년               | 228년      | 229년               | 230년      | 231년      | 232년           |
| 육십간지 (六十干支)        | 계묘(癸卯)          | 갑진(甲辰) | 을사(乙巳) | 병오(丙午) | 정미(丁未)          | 무신(戊申) | 기유(己酉)          | 경술(庚戌) | 신해(辛亥) | 임자(壬子)      |
| 조위 (曹魏)                | 황초(黃初) 4년      | 5년        | 6년        | 7년        | 태화(太和) 원년     | 2년        | 3년                 | 4년        | 5년        | 6년             |
| 오(吳)                     | 황무(黃武) 2년      | 3년        | 4년        | 5년        | 6년                 | 7년        | 8년 황룡(黃龍) 원년 | 2년        | 3년        | 가화(嘉禾) 원년 |
| 건흥                       | 11년                | 12년       | 13년       | 14년       | 15년                |            |                     |            |            |                 |
| 서력                       | 233년               | 234년      | 235년      | 236년      | 237년               |            |                     |            |            |                 |
| 육십간지 (六十干支)        | 계축(癸丑)          | 갑인(甲寅) | 을묘(乙卯) | 병진(丙辰) | 정사(丁巳)          |            |                     |            |            |                 |
| 조위 (曹魏)                | 7년 청룡(靑龍) 원년 | 2년        | 3년        | 4년        | 5년 경초(景初) 원년 |            |                     |            |            |                 |
| 오(吳)                     | 2년                 | 3년        | 4년        | 5년        | 6년                 |            |                     |            |            |                 |
| 연왕(燕王) 공손연 (公孫淵) | -                   | -          | -          | -          | 소한(紹漢) 원년     |            |                     |            |            |                 |

## 같이 보기
- 다른 왕조의 같은 연호
  - 손오(孫吳) 건흥(252년 ~ 253년)
  - 서진(西晉) 건흥(313년 ~ 317년)
  - 성한(成漢) 건흥(304년 ~ 306년)
  - 전량(前凉) 건흥(313년 ~ 361년)
  - 후연(後燕) 건흥(386년 ~ 396년)

- 중국의 연호

| 이전 연호 장무(章武) | 중국의 연호 촉한(蜀漢) | 다음 연호 연희(延熙) |